# Ola sto fos
Ola Sto Fos en griego moderno «Όλα στο φὠς»  (Todo -sacado- a la luz) es un álbum musical y una canción de dicho álbum de la popular cantante griega Eleftheria Arvanitaki (Ελευθερία Αρβανιτάκη) grabado en junio de 2004.

El álbum fue completamente arreglado por Akis Katsoupakis (Άκης Κατσουπάκης) aportando un nuevo sonido más tradicional y auténtico al estilo de la cantante, en colaboración con George Kivelos.

Existen unas fotografías en el DVD que proceden del estudio de grabación donde Eleftheria conversa con los autores de sus canciones o compositores, interpretando la letra de sus nuevas canciones y respondiendo a preguntas de una entrevista realizada por Giorgos Haronitis (Γιώργος Χαρωνίτης).  Se vendieron más de 40 000 copias en Grecia, donde consiguió su disco Platino. Es posible encontrarlo en muchos otros mercados musicales que tengan acuerdo comercial con Verve Records.
Algunas de sus canciones se basan en poemas Napoleón Lapathiotis. 

## Equipo artístico
Eleftheria Arvanitaki regresó con un álbum confeccionado por los más grandes compositores de la escena musical griega:
| Nombre transliterado latino | Nombre en griego      |
| --------------------------- | --------------------- |
| Eleftheria Arvanitaki       | Ελευθερία Αρβανιτάκη  |
| Michális Chatzigiánnis      | Μιχάλης Χατζηγιάννης  |
| Dímitra Galáni              | Δήμητρα Γαλάνη        |
| Antonis Vardís              | Αντώνης Βαρδής        |
| Alkínoos Ioannídis          | Αλκίνοος Ιωαννίδης    |
| Antónis Andrikakis          | Αντώνης Ανδρικάκης    |
| Eleána Vraháli              | Ελεάνα Βραχάλη        |
| Lina Dimopoúlou             | Λίνα Δημοπούλου       |
| Giórgos Zíkas               | Γιώργος Ζήκας         |
| Níkos Zoúdiaris             | Νίκος Ζούδιαρης       |
| Stamatis Kraounakis         | Σταμάτης Κραουνάκης   |
| Laurentis Mahairitsas       | Λαυρέντης Μαχαιρίτσας |
| Níkos Xidákis               | Νίκος Ξυδάκης         |
| Thodorís Papadópoulos       | Θοδωρής Παπαδόπουλος  |
| Manolis Páppos              | Μανώλης Πάππος        |
| Lida Rumáni                 | Λήδα Ρουμάνη          |
| Takis Simotas               | Τάκης Σιμώτας         |
| Georgia Chitzidou           | Γεωργία Χιτζίδου      |

## Lista de reproducción
| Orden | Título en griego               | Transliteración                 | Título en español              | Duración |
| ----- | ------------------------------ | ------------------------------- | ------------------------------ | -------- |
| 1     | Πάρε με αγκαλία και πάμε       | Páre me Agkalía kai Páme        | Abrázame y llévame (a tu lado) | 4:14     |
| 2     | Δεν Έχει Επιστροφή             | Den éhei Epistrofí              | No hay (vuelta de hoja)        | 3:12     |
| 3     | Επισκέπτες                     | Episkeptes                      | Los visitantes                 | 3:48     |
| 4     | Ξημερώνει                      | Ksimeronei                      | Amanece                        | 3:20     |
| 5     | Μες τη δική σου τη ζωή         | Mes Ti Diki Sou Ti Zoi          | En su vida                     | 3:37     |
| 6     | Ως Τα Χαράματα                 | Os Ta Haramata                  | Hasta el anochecer             | 5:15     |
| 7     | Ο Έρωτας Δε Μένει Πια Εδώ      | O Erotas Den Menei Pia Edo      | Aquí ya no habita el amor      | 3:08     |
| 8     | Όλα Στο Φως                    | Ola Sto Fos                     | Todo a la luz                  | 3:39     |
| 9     | Πάω Να Πιάσω Ουρανό            | Pao Na Piaso Ourano             | Voy a tocar el cielo           | 3:59     |
| 10    | Πες Μου Όνειρα Γλυκά           | Pes Mou Oneira Glyka            | Deséame dulces sueños          | 3:49     |
| 11    | Τι Μου Δίνεις Να Γυρίσω        | Ti Mou Dineis Na Gyriso         | ¿Qué me das si vuelvo?         | 4:33     |
| 12    | Ένα Τραγούδι Για Την Ελευθερία | Ena Tragoudi Gia Tin Eleftheria | Una canción para la libertad   | 3:39     |
| 13    | Σαν Αεράκι                     | San Aeraki                      | Como una brisa                 | 2:46     |

## Canción Όλα στο φὠς
La canción cuyo título toma el álbum se denomina Όλα στο φὠς y su significado es "Todo a la luz".
Compuesta y arreglada por Níkos Xidákis (Nίκος Ξυδάκης) y Alkínoos Ioannídis(Αλκίνοος Ιωαννίδης), es la octava canción del álbum y tiene una duración de 3' 39".
| Letra original                 | Traducción al español                      |
| ------------------------------ | ------------------------------------------ |
| Κάτι ρωτάς, κάτι απαντώ        | A cada pregunta, una respuesta             |
| λέξεις, λέξεις μες το χρόνο    | Palabras, palabras que se van con los años |
| κάπου είσαι εσύ, κάπου κι εγώ  | En algún lugar ... en alguna parte         |
| κάπου, κάπου σ' ανταμώνω       | de cuando en cuando te encuentro           |
|                                |                                            |
| Κάποιες φορές στιγμές, στιγμές | A veces, poco a poco                       |
| στη συνήθεια και στο ψέμα      | en la costumbre y la mentira               |
| μοιάζουν όλα κερδισμένα        | es todo lo que tenemos.                    |
| ξαναγυρνάς ξαναγυρνώ           | Tu vuelves y yo vuelvo                     |
| στη συνήθεια και στο ψέμα      | a la costumbre y la mentira.               |
|                                |                                            |
| Πως θες να γίνουμε ένα         | ¿Cómo hemos de hacer                       |
| αν όλα τα κρυμμένα             | para que todo lo oculto                    |
| δεν τα φωτίσουμε               | salga a luz ?                              |
| Πως θες να γίνουμε ένα         | ¿Cómo hemos de hacer                       |
| αν τα φανερωμένα               | para que las evidencias                    |
| δεν τ' αφανίσουμε              | no sean destruidas?                        |
| Όλα στο φως ριγμένα            | Todo lo que sale a la luz                  |
| κι όλα πυρπολιμμένα            | y que fue quemado                          |
| να τα γνωρίσουμε               | (y con ello) el conocimiento.              |
| Τι να σου πω για μένα          | ¿Qué puedo decir sobre mí                  |
| αν όλα τα σβησμένα             | si acabo con todo                          |
| δεν τα φωτίσουμε               | antes de que salga a luz?                  |
| 'Οποιος μπορεί κι όποιος βαστά | Cualquiera puede hacerlo                   |
| την αλήθεια του γυρεύει        | (aunque) nadie es invitado                 |
| κι όταν τη βρεί την παρατά     | para buscar la verdad                      |
| και στο φως μεταναστεύει       | y llevarla a la luz                        |
| Όλα στο φως ριγμένα            | Todo lo que sale a la luz                  |
| δικά μας κι όλα ξένα           | sea nuestro o de afuera                    |
| για να τα ζήσουμε              | nos guía en la vida                        |
| Πώς να μου πεις ποιος είσαι    | ¿Cómo decirme quién eres                   |
| το παραμύθι χτίσε              | si me cuentas historias                    |
| να το γκρεμίσουμε              | que no se sostienen?                       |
| Πως θες να γίνουμε ένα         | ¿Cómo hemos de hacer                       |
| αν μέσα στα κρυμμένα           | si desde la mentira                        |
| δεν ταξιδέψουμε                | no podemos cambiarlo?                      |
| Πως θες να γίνουμε ένα         | ¿Cómo hemos de hacer                       |
| αν τα φανερωμένα               | para que las evidencias                    |
| δεν τα ξοδέψουμε               | no se pierdan?                             |
|                                |                                            |
| Όλα στο φως ριγμένα            | Todo lo que sale a la luz                  |
| η αλήθεια και το ψέμα          | (tanto) la verdad (como) la mentira        |
| κι όσα δεν είπαμε              | y (aunque) no lo digas                     |
| Βάλε φωτιά στο βλέμμα          | Pon luz en tu mirada                       |
| ρίξε ένα φως σαν αίμα          | envía luz hacia tu interior                |
| κι ύστερα κοίταμε              | y luego me miras                           |
|                                |                                            |
| Όλα στο φως                    | Todo a la luz                              |
| ΟΛΑ ΣΤΟ ΦΩΣ                    | Todo a la luz                              |